# 日本の電気機関車史
日本の電気機関車史（にほんのでんききかんしゃし）では、日本の鉄道における電気機関車の歴史について述べる。

## 電気機関車の導入

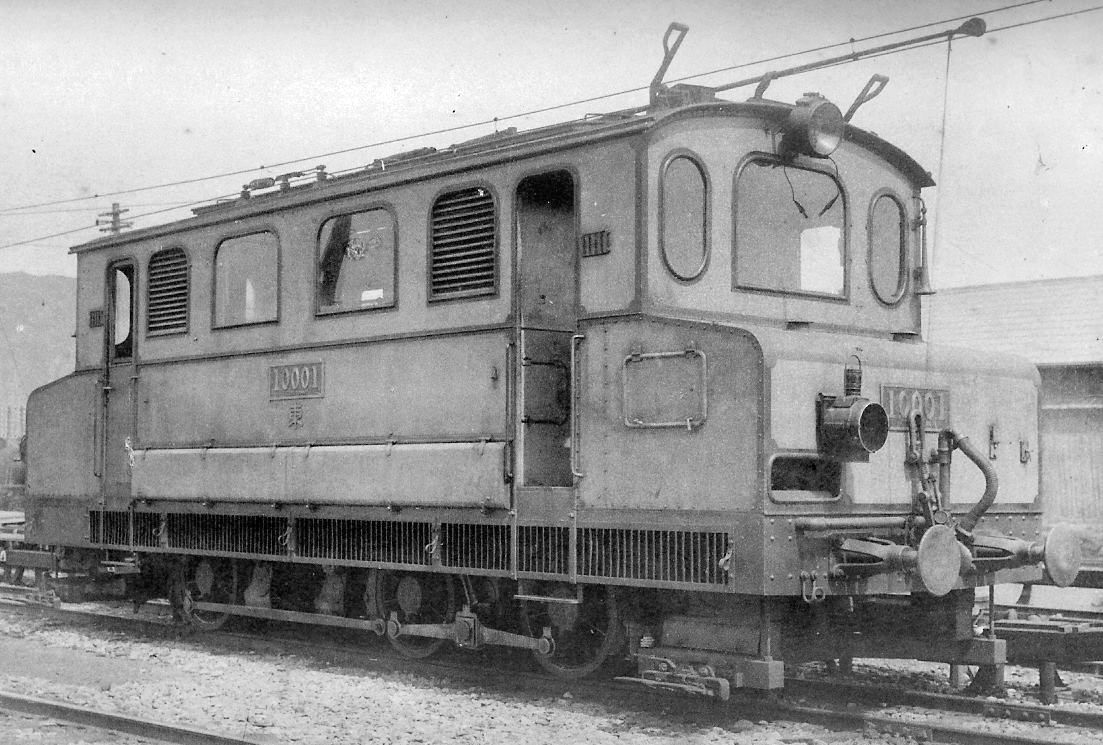
10000形（10001）

日本に限らず、鉄道の電化は路面電車などの都市交通か蒸気機関車が使えない鉱山などを対象にまず行われたが、後には蒸気機関車を従来用いていた路線でも、それが行われるようになっている。
日本における一番古い電気機関車の情報も営業運転ではなく 阿仁鉱山で明治22（1889）年にマインロコを導入したと当時の新聞に記載されているものだが、「電気」機関車である以上電力供給が必要なのに発電機設備の導入記録がないことから実在性には疑問が残り、実在性が確かな古い電気機関車は足尾銅山で使用されたマインロコだが、使用開始が明治26（1893）年もしくは明治28（1895）年3月以後と異説があり、前者が正しい場合は京都電気鉄道の電車導入（明治28年2月）より早いことになる。
この時使用された機関車は足尾銅山工作所がゼネラル・エレクトリック製電気機関車の図面をもとに制作したという。また、1899年に中央線の笹子トンネル建設工事で、2両の電気機関車が掘り出された土砂の運搬用として使用された記録がある。この機関車は、アメリカのボールドウィン・ロコモティブ・ワークス製の直流500V、軌間762mm、車軸配置B、重量5.4t、出力15PSの小型機であった。笹子トンネルの工事終了後は、他のトンネル工事に使われたようであるが、その後の経歴は不詳である。
また、1903年には九州の官営八幡製鐵所構内鉄道で「骸炭（コークス）運搬電車」としてE1と称するドイツ・アルゲマイネ社製B型電気機関車が導入されている。これは現存する銚子電鉄デキ3形電気機関車に類似の1,067mm軌間用凸型機で、当初よりローラー付き菱枠パンタグラフを搭載する、先進的な設計の機関車であった。八幡製鉄所では以後、E2（1908年）・E3（1916年）と同型機が順次輸入され、さらに1921年には安川電機製のデッドコピー機であるE4が導入されている。
私鉄では1912年に路線を電化して電車運転を行っていた大阪高野鉄道（後の南海高野線）が、1916年に電気機関車を導入した。この機関車は初の日本製電気機関車である。木造凸型車体で1922年までに自社工場で5両が製造された。最初の1両は台車や電動機、制御器などがアメリカからの輸入品であったが、アメリカが第一次世界大戦に参戦した翌1917年・1918年に増備した2両については、アメリカからの輸入が不可能なためすべての部品を日本国内で製造した。ただし、大阪高野鉄道や駿豆鉄道（1921年導入・雨宮製作所製）が導入したこれら初期の本線用電気機関車は電車用の電気機器を使用するものであり、大型・大電力用の制御装置や大出力主電動機などの電気機関車独自技術を反映させたものではない。また、それらの日本製機器もすべてアメリカあるいはイギリス製の機器のデッドコピー品である。
なお、官営鉄道における電気機関車導入はかなり遅く、明治45（1912）年に煙害が深刻な信越本線の碓氷峠のアプト式の歯条レール区間（横川駅 - 軽井沢駅を電化したのが最初で、明治39（1906）年の電車の使用開始から6年後の事であった。
この10000形（後のEC40形）は本線においてはトンネル断面の小ささから第三軌条集電方式を使用し、駅構内では感電の危険性があることから架線集電を採用していたため、架線・第三軌条両方の方式に対応できるものとなっていた。この電気機関車の威力は大きく、碓氷峠区間の所要時間はそれまでの1時間15分から49分に短縮された。その後碓氷峠用として、1919年に10000形の機構を模倣・4動軸化した国産機の10020形（後のED40形）を増備している。

## 輸入機の時代と試行錯誤

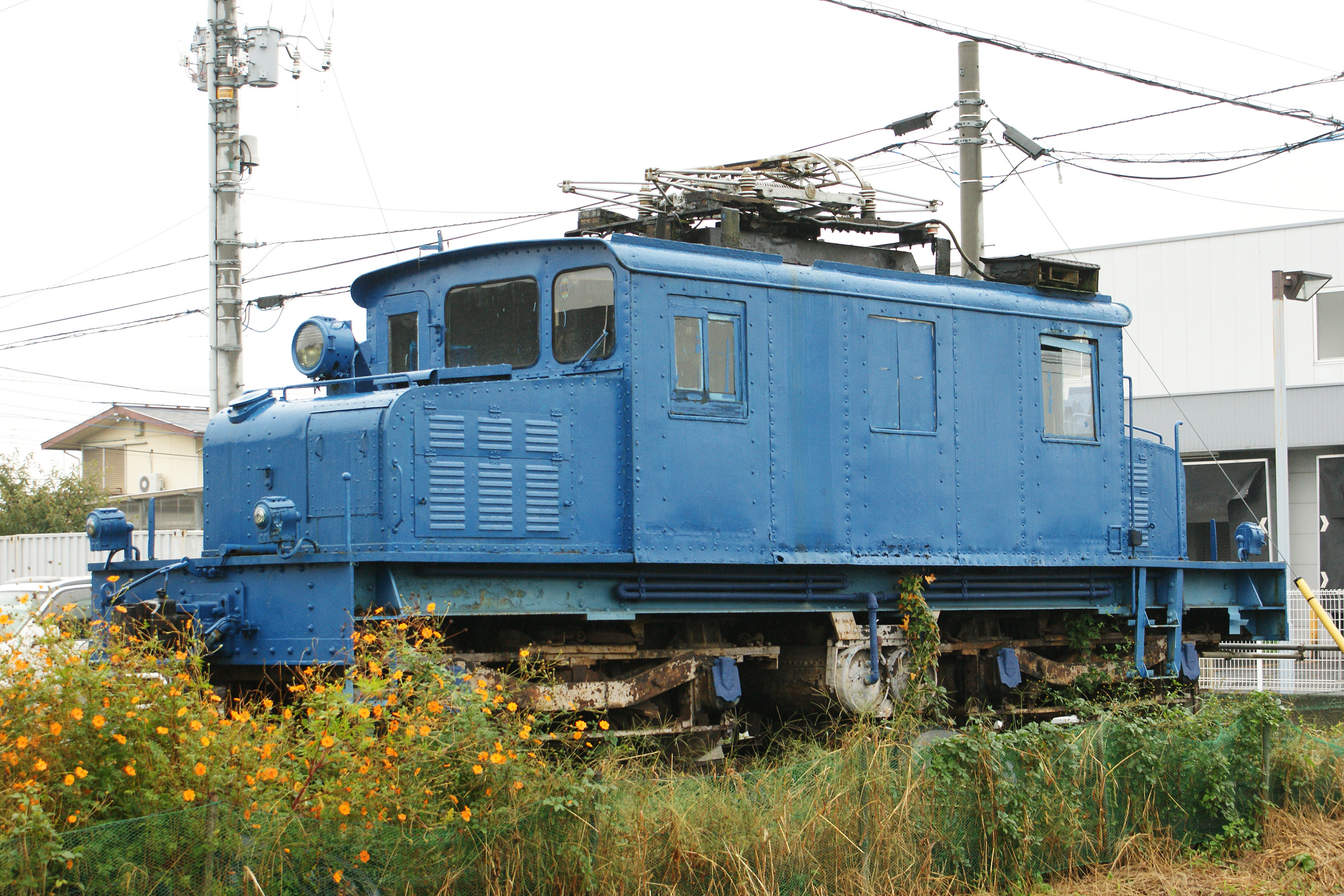
秩父鉄道デキ1形

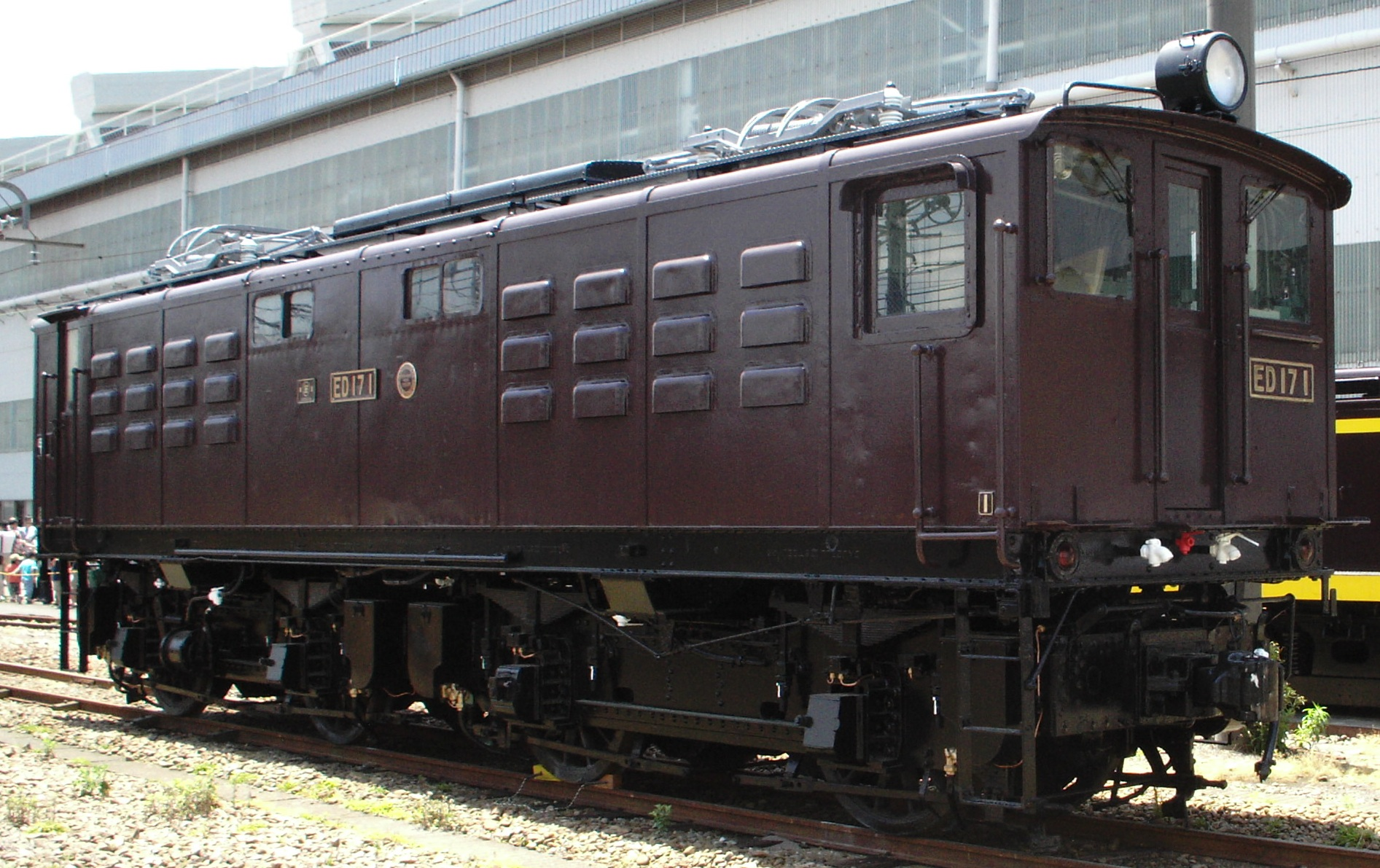
ED17形（ED17 1）

官営鉄道の電化計画に先立ち、秩父鉄道は1922年に直流1200V電化を完了するが、その際にアメリカから輸入されたデキ1形は日本初の本格的本線用電気機関車として注目を浴び、大井工場が組み立てを請負うことでサンプル的役割を果たす。
1925年、東海道本線の東京駅 - 国府津駅間と横須賀線が電化された。これに先立ち、1922年からED10形を始めとして、アメリカ・イギリス・スイスから多種の電気機関車を輸入した。国産技術がまだ成熟していなかったことから、輸入による技術導入を図ったわけである。
これらの中で、イギリスのイングリッシュ・エレクトリック(EE)社製のものが最も大量に輸入されたが、当のイギリスの鉄道においてもまだ電化が進んでいる状況ではなく、殊にイギリス製機関車はよく故障し、その評判は芳しいものではなかった。もっとも、EE社製機関車は構造面では自動進段機構を備えた電動カム軸式制御器を搭載するなど、以後の制式機では1962年のEF62形でようやく採用が実現した先進的かつ精緻な機構を備えており、それらの設計・工作法の洗練が不十分であったことと、日本側の保守体制の未熟が、そうした故障の主因であった。イギリスの技師は日本が輸入した自国製機関車の故障状況を調べて本国へ送り、その上でイギリスの鉄道電化を進めたという。
そのため導入からしばらくは、故障対策のため後ろに蒸気機関車を補機として連結して電蒸運転を行なったが、検修陣の必死の努力および英国メーカー技術者の協力により故障は次第に克服され、1927年にはイギリス製のED51形がお召し列車を牽引するまでの信頼を得るようになった。
なお、ED51形を一回り小型化したEE社製の箱形デッキ付きD型電気機関車が、1926年から1930年にかけて秩父鉄道・青梅鉄道・東武鉄道・総武鉄道・伊勢電気鉄道の各社へ納入され、安定した性能を発揮した。これらは使い勝手の良さからその大半が1980年代まで各社で現役車として運用されており、また一部については日本の車両メーカーによってコピー機種が製造されるほどの好評を博している。

### 英国製電気機関車輸入の背景
当時、幹線の電化推進に伴い欧米各国の電気機関車を試験的に数両ずつ輸入して試験を行ったが、英国製電気機関車の特性は必ずしも優れていなかった（むしろ劣っていた）。それにもかかわらず、当時、電気機関車製造の経験の乏しかった英国から大量に輸入することになった理由は、当時、日本を取り巻く世界情勢において、日本の海軍力の増強を危惧した米英によりワシントン海軍軍縮会議が開かれ、海軍の艦船の保有量を制限することになったがこの時、英国側の譲歩を引き出すため、懐柔策をとることになり、外務官僚の主導により、英国製電気機関車を大量に輸入することになった。鉄道省には事前に通達は無く担当者は驚いたという。

## 国産化の確立

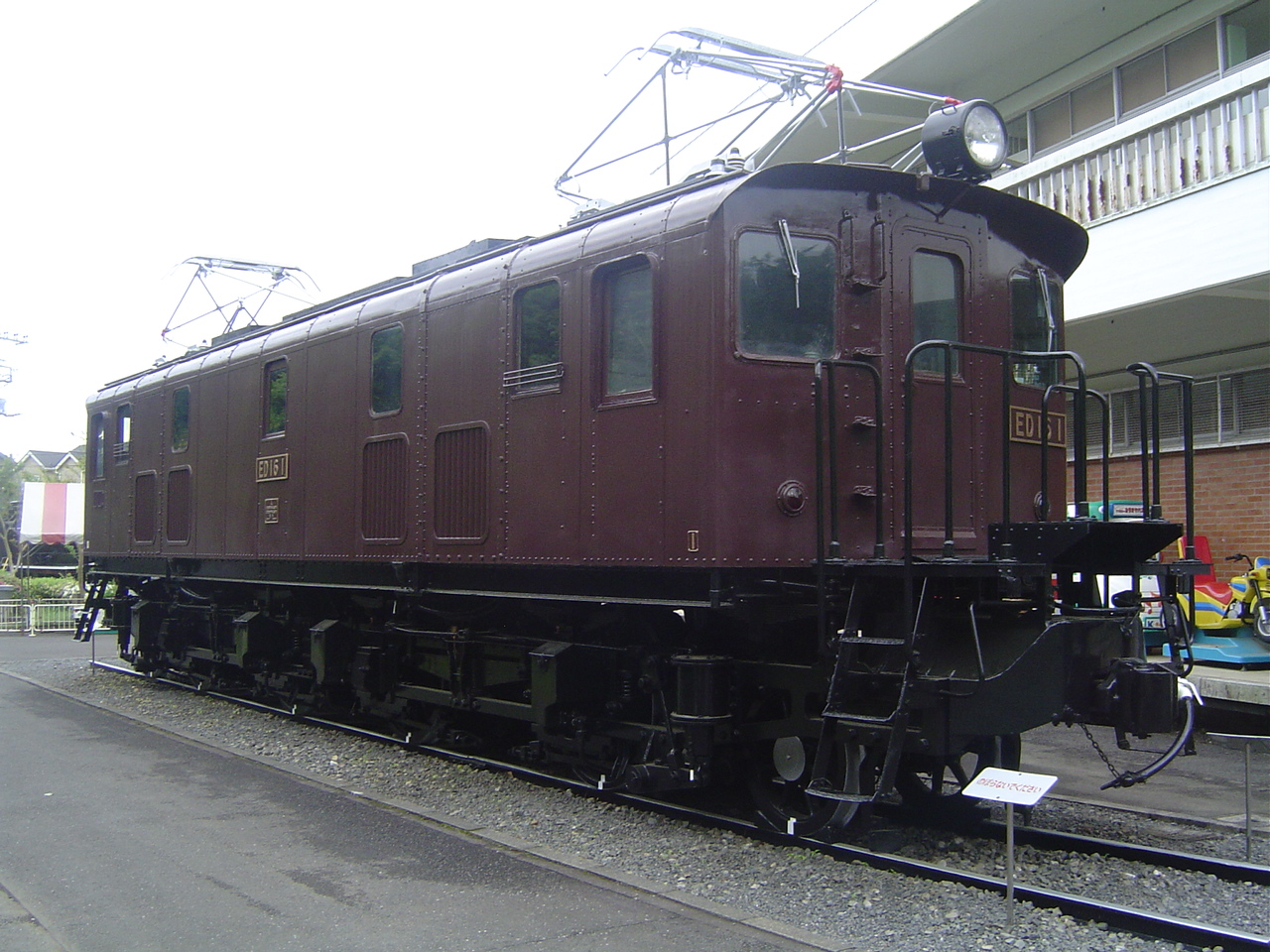
ED16形（ED16 1）

その後、輸入機関車は各形式の両数が少数ずつとなり保守の面で問題があること、国産技術の確立を目指す動きから、機関車の国産化が本格的に進展することになる。
電気機関車の国産化自体は日立製作所が1926年にED15形を独自に開発しており、運用上もまずまずの成績を挙げていた。そのため、各メーカーの製造能力に問題はないと判断した鉄道省は、1928年に輸入機の中で好成績を収めたアメリカ・ウェスティングハウス・エレクトリック社製のED53形のシステムを参考に、EF52形を製造させる。これは必ずしも性能・信頼性の観点からして完全に成功したとはいえなかったが、ここで確立された技術は引き続いて製造されたED16形やEF53形などにも引き継がれ、国産化を推進する原動力にもなった。
その後、流線型を採用したEF55形なども製造されたが、電化そのものが省線では陸軍の反対（変電所が攻撃を受けると、運行不能になるといったことなど）もあって進展していないこともあって、電気機関車が蒸気機関車の代替を本格的に担うようになったのは、戦後に各線の電化が進められたときまで待つ必要があった。
なお1927年には東京、王子の須賀貨物線で用いるため、蓄電池を搭載した機関車のAB10形が2両製造されている。これは、沿線に火薬工場があるため、火気を持つ蒸気機関車や、架線から出る放電（スパーク）現象が危険だと判断されたためと言われている。しかし、1931年に須賀貨物線は電化され、電気機関車のEB10形へ改造された。
日中戦争が勃発した1937年に、画期的な機関車のEF56形が現れる。蒸気機関車の牽引する客車列車では、冬季はボイラーから出る蒸気を客車へパイプで送ることで暖房にしていたが、電気機関車ではそれができないため、従来は東海道本線などの電気暖房を採用していた一部線区を除き、冬季は電気機関車と客車の間に暖房車と呼ばれる暖房用蒸気を作るボイラーを積んだ車両を連結していた。EF56形は機関車本体に暖房用の蒸気発生装置(SG)を備えており、暖房車の連結を不要にしたのである。1940年には、同機の性能を向上させたEF57形も現れた。
また第二次大戦中の1944年には当時日本統治下にあった朝鮮の京城と元山を結ぶ朝鮮総督府鉄道京元線の山岳区間において朝鮮初の本線電化が行われる。標準軌で建設され、かつ3000Vで直流電化されたこの区間には、当時の日本では最大の出力 2250kWを有するデロイ形電気機関車が投入された。この機関車は重連総括制御方式や回生ブレーキを採用するなど、先端設備を備えた電気機関車であった。
なお太平洋戦争末期には、戦時設計と呼ばれる終戦までの一時凌ぎ的な耐久性しかもたず、製造コスト・使用資材低減のみを重視した車両も設計され、それに基づいて電気機関車では凸型車体のEF13形が製造された。これはやはり故障や事故が多く、戦後になって安全対策工事などが施されている。また、戦時買収私鉄から省線に受け継がれた機関車も多く存在した。

## 戦後の推移

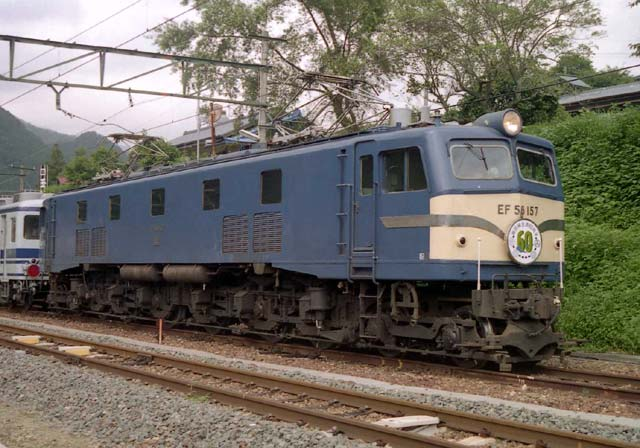
EF58形（EF58 157）

戦後、1946年より旅客用機関車のEF58形が製造され始める。終戦直後の混乱期で資材の品質が良くなかったこともあって初期の車両は調子が悪く、暖房用のSG（蒸気発生装置）が搭載されていないなど、技術的には後退が見られるものであったが、車軸の軸受けには兵器需要の途絶によって浮いたローラーベアリングが採用されており、唯一本形式の進歩的部分であった。さらに1949年から始まったドッジ・ラインに基づく支出抑制などで製造が一時停止されるなどしたが、1952年からはSGを搭載したことにより車体を延長し、前面2枚窓の半流線型にデザイン変更して性能を向上させた改良機が現れて、これが大量に製造されたことから、戦後を代表する機関車の一つとなった。1953年には、60号、61号の2両がお召列車牽引用として発注・製造されている。初期製造車については後にSGを搭載するとともに後期型と同様の半流線型車体を新製して載せ換え、旧車体をたまたま同数であったEF13形に車体を譲り、同形式の体質改善に活用された。
EF58形と同系の貨物用機としてEF15形が製造されており、こちらも機器更新などの改良を繰り返しつつ200両以上が量産された。
1954年には、電気機器類は従来の方式を踏襲しつつも、走行部分は先台車を廃して通常のボギー台車とした2車体連結方式の大型機EH10形が製造され、後に登場する直流用新性能電気機関車への過渡的存在となっている。

## 交流用電気機関車の開発

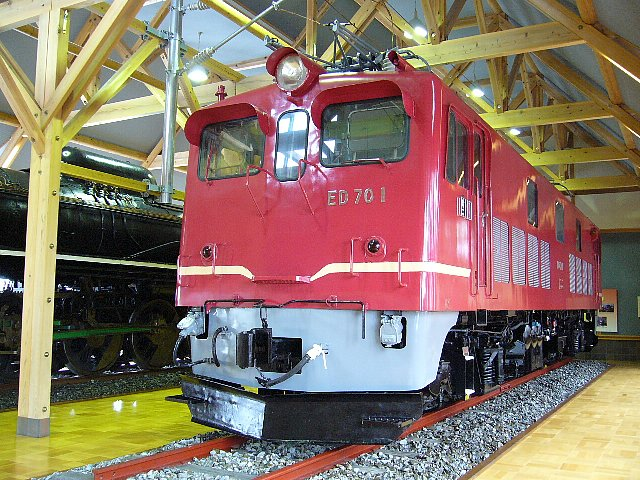
ED70形（ED70 1）

1950年代以降、電化を地方幹線へ拡大するため、従来の直流電化に比べて送電コストを抑えられる商用周波数による交流電化の開発が行われた。1955年に試験線として仙山線の陸前落合 - 熊ヶ根間（後に仙台 - 作並間に拡大）が交流電化され、比較のため交流整流子電動機を直接駆動する方式のED44形と水銀整流器を使用して直流電動機を駆動する方式のED45形の2形式が試作され、試験に供された。その結果、ED45形の整流器を使用する方式が採用され、量産機のED70形が1957年に製造され、日本初の本格的交流電化線区である北陸本線に投入された。この際、変圧器の2次巻線を利用して降圧して（主回路とは別の巻線、3次巻線とも呼ぶ）、冬季の暖房用電源として牽引する客車に給電する電気暖房が実用化され、直流電化線区を含む全国の電化線区に広く普及した。
その後、整流器は低温時の起動や保守に問題のあった水銀整流器から、動作の安定したシリコン整流器に移行したが、当初開発されたEF70形、ED74形では、直流機関車のバーニア制御に相当する水銀整流器の格子位相制御機能も失われたため、交流機関車としての性能は後退した面があった。この点を改良したのがED75形で、シリコン整流器と低圧タップ制御、磁気増幅器によるタップ間電圧連続制御を採用し、交流電化区間における標準型として、1963年から10年以上にわたり300両近くが量産された。
制御方式については、電気回路の無接点化を図ることのできるサイリスタ制御の研究が進められ、1965年にED93形が、翌年には酷寒地（北海道）向けにED75形500番台（S形）が試作された。これらは、1967年に登場したED77形や1968年のED76形500番台によって結実するが、すでに本線用としてタップ制御式の通常型ED75形等が量産されていたこともあり、これらのサイリスタ制御機は東北の急勾配路線・亜幹線や北海道へ局地的投入されたに留まり、ED75に代わる主力機として本格的に量産されることはなかった。
駆動方式は、ED70形、ED71前期型ではバネ下重量軽減を狙ったクイル式が採用されたが、それらは異常振動による故障に悩まされ、ED71形最終増備グループでの半吊り掛け式採用を経て、ED72形・EF70形以降は吊り掛け式で無理のないMT52形主電動機に回帰している。

## 直流用新性能電気機関車の開発

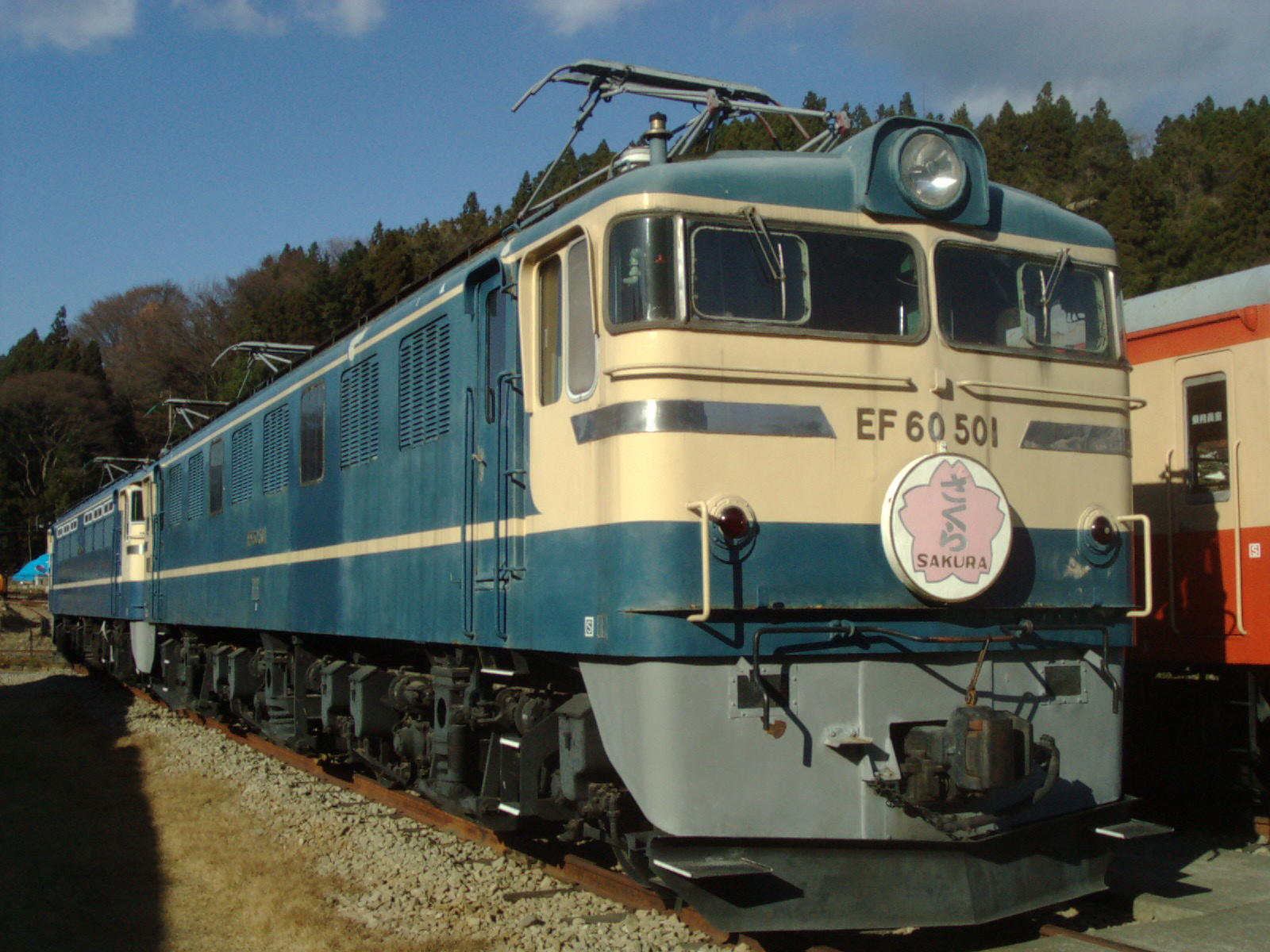
EF60形（EF60 501）

### 直流標準電機の登場
交流電機機関車の開発によって得られた技術のうち、直流用に転用可能な技術を活用して、新型の直流電気機関車の開発も進められた。これによって誕生した最初の形式が、1958年に登場したED60形である。ED60形は、高出力の電動機やバーニア制御、軸重移動補償装置の採用によって高い粘着性能を与えられ、動軸4軸のD形機でありながら、従来のF形機（動軸6軸）に匹敵する性能を発揮し、以降の国鉄直流電気機関車の基本となった。ED60形は、地方線区で使用されていた私鉄引き継ぎを含む雑多な形式の置き換えを念頭に開発されたため、電力回生ブレーキを装備した姉妹形式ED61形を含めても計26両の製造にとどまったが、主要幹線用としては1960年にEF60形が開発され、本格的な量産が行なわれた。
初期の新性能直流電気機関車は、電動機から車軸に動力を伝える機構として新技術であるクイル式を採用したが、異常振動が多く保守に難渋したため、EF60形の2次量産グループから、旧来の吊り掛け式に戻っている。こちらもまたMT52形が標準主電動機として用いられた。
以降はEF60形をベースに新型直流電気機関車の開発が進められ、1963年の信越本線横川 - 軽井沢間の粘着運転切替えにともない、本務機用のEF62形、補機用のEF63形が1962年に登場し、これらから特殊機能を廃した勾配線向け一般機として1964年からEF64形が量産された。平坦線用向けとしては、機器の無接点化等の改良や歯車比の変更によって高速化を図ったEF65形が開発され、1964年から15年にわたって300両以上が量産された。

### 高速化の停滞
EF58形・EF15形以前の戦前の基本設計に基づく「旧型」電気機関車は、歯数比の違いにより高速性能重視の旅客用と牽引力重視の貨物用の区別があった。しかし、ED60形以降の直流用新性能電気機関車は、旅客専用としてEF61形が少数製造されたのを除くと「貨客両用」として設計された。とはいえ、これらは貨物用途に重きを置いた牽引力重視の歯数比であった。これは、同時期の国鉄が動力近代化計画の一環として、旅客列車を長距離列車も含めて機関車牽引による動力集中方式から、電車・気動車による動力分散方式に移行したためである。例外的に静粛性の問題から寝台夜行列車のみ、動力集中方式の客車の新形式が登場してEF60形やEF65形などがその牽引に当たるも、運転速度を確保のため弱め界磁制御を多用したことにより、主電動機の故障の頻発やメンテナンスサイクルの短縮に繋がった。この結果、構造的には戦前型に属するEF58形が新性能機のEF65形と並んでJR化直前の後年まで特急牽引も含めた旅客列車牽引の主力として残り、先述のクイル式の問題もあってEF60形の方が先に淘汰されるという事態に繋がった。

### EF66形
国鉄直流新性能電機の高速化は、前述の通りEF65形で一定の改善が図られたが、その高速特性は電車と比した場合、1958年登場の151系・153系の水準にも達していなかった。しかし、東海道新幹線の開業もあり、夜行寝台特急以外の長距離客車列車は漸減傾向にあり、EF58形の数が充分あったことも手伝って、旅客用途での新性能高速電気機関車の開発要求はなされなかった。
一方、トラック輸送への対抗策として、10000系貨車による直行貨物特急が設定されることになり、この最高速度が100km/hに設定されたため、従前の直流新性能電機では高速特性が不足することになり、1966年、高速特急貨物列車を100km/h以上で牽引可能なよう、当時の狭軌(1,067mm)としては最大になる高出力とし、その出力向上分を高速化に転嫁したEF90形が試作され、1968年からEF66形として量産に移されている。登場からしばらくの間は高速特急貨物専用機だったが、1975年以降の国鉄貨物輸送の衰退で余剰が出はじめたことと、一方で夜行寝台特急のサービス向上のため1985年の『はやぶさ』を契機にロビーカーの連結が開始され牽引定数が上がったことから、出力・高速特性共にEF65形より余裕のあるEF66形が東海道ブルートレイン牽引に投入され、晴れて貨客両用の特急機となった。

## 交流直流両用電気機関車の開発

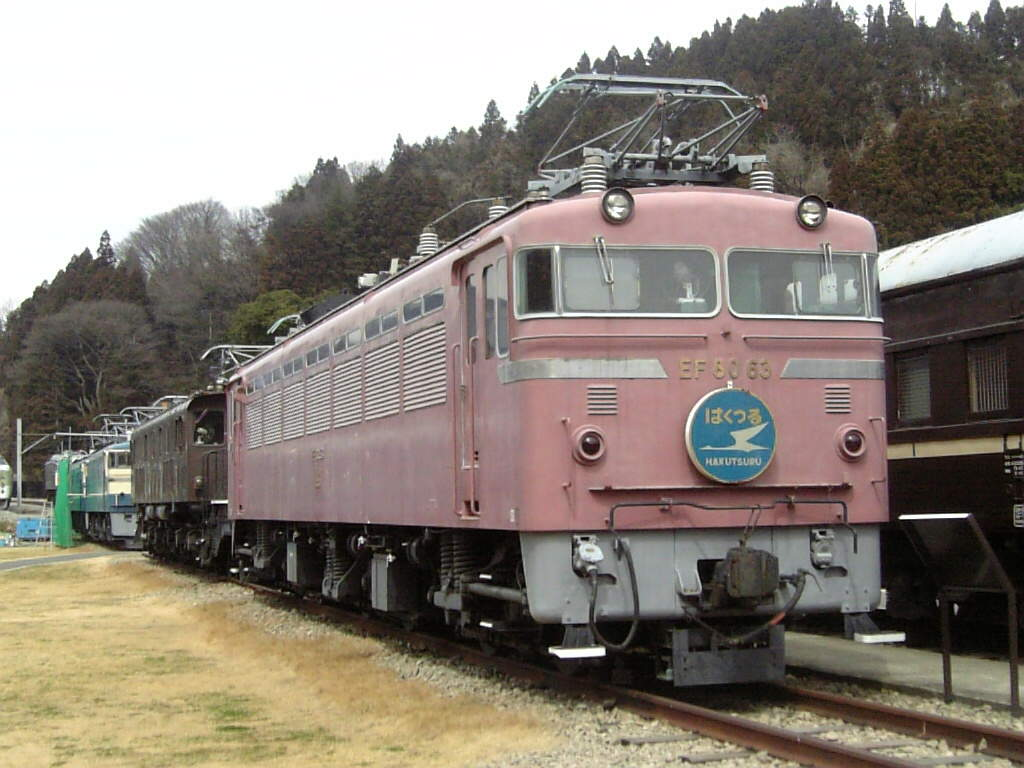
EF80形（EF80 63）

交流電化が実用化され軌道に乗ると、各地に直流電化区間との接続点が生じることとなった。当初は、作並駅や黒磯駅のように、架線をセクションに区切ってそこに流す電源を切り替えることで直流専用・交流専用の電気機関車を付け替える地上切替え方式が採用され、その後は北陸本線（米原 - 田村間）のように、中間に非電化区間を挟んで、その区間を蒸気機関車やディーゼル機関車で牽引する交直接続（間接接続）も行なわれた。
しかし、1961年に鹿児島本線北九州地区および常磐線取手以北を交流電化する際には、接続点にデッドセクション（死電区間）を設置し、車両側で交直切替えを行なう車上切替え方式が採用されることになり、交流直流両用車両が開発されることとなった。国鉄では1959年にED46形を試作し、試験を開始した。
変圧器を速度制御に活用できる交流専用機と異なり、交流直流両用機は直流機のシステムに整流（変電）システムを追加することとなり機器重量が嵩むため、設計にあたっては軽量化に注意が払われ、各台車に電動機を1基のみ装架して、これで2軸を同時に駆動するシステムが採用されている。まず、関門間接続用のEF30形試作車が1960年に登場し、初の実用機となったが、交流区間が門司駅構内だけであることから、交流区間では部分出力とされていた。直流区間、交流区間とも全出力となる本格的な本線用機関車としては、1962年から製造された常磐線向けのEF80形が初となる。
これらは、いずれもED46形から受け継いだ1台車1電動機方式を採用していた。しかしその特殊な機構から保守に手間がかかるため、通常の1軸1電動機・吊り掛け駆動方式を採用し、3電源（DC1500V、AC20kV 50Hz/60Hz）に対応したEF81形が1968年に開発され、標準型として150両以上が製造された。

## 技術開発の停滞

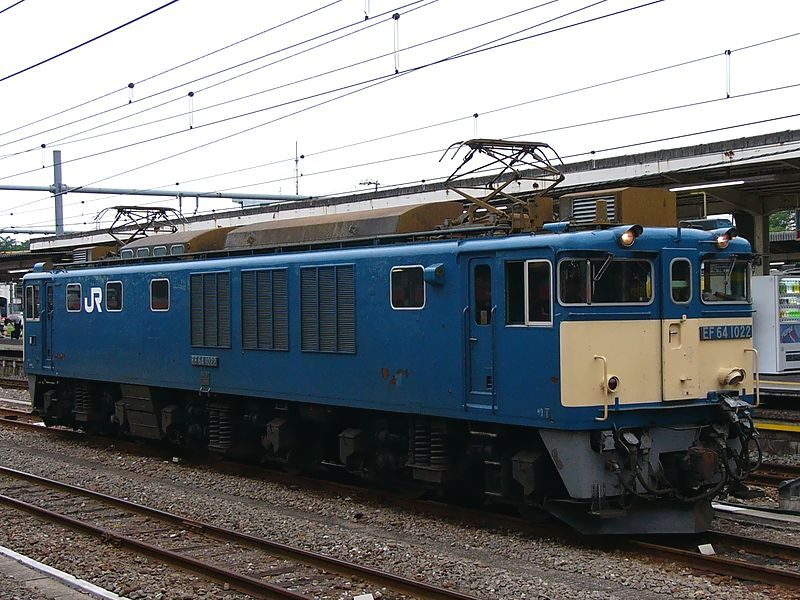
EF64形1000番台（EF64 1022）

国鉄における電気機関車の抜本的な技術改革は、1960年代で概ね終了し、それ以後は、国鉄のもつ標準化思想やモータリゼーション進展による貨物輸送の衰退の影響もあって、長い停滞の時代を迎えた。
最後の国鉄電気機関車の新製機となったのは、1980年から製造されたEF64形1000番台である。性能的にはEF64形0番台を踏襲するものの、機構的には徹底的なリファインが行なわれ、全く別形式といってよいほどの変貌を遂げている。しかしながら、労使紛争による労働組合側からの新車投入に対する反対運動（リストラにつながる合理化反対の意味合いが強い）への対策から、新形式は与えられず、既存形式の新番台区分として処理された。こうした例は、全く異なる制御機構を採用しながらも、車軸配置が同一の既存形式に編入されたED76形500番台でも見られた現象である。
そのような状況の中、山陽本線の補機専用の改造車ではあるが、1982年から改造されたEF67形は電機子チョッパ制御を採用し、高い粘着性能と回生ブレーキを実現した。その後VVVFインバーターと誘導電動機を使用する方式が主流となったため、この形式が直流電気機関車で唯一の電機子チョッパ制御車となっている。
私鉄においては、もともと貨物輸送自体が小規模であったこと、列車の運行密度が低く低速の貨物列車が高速の旅客列車の運行障害になることが少ないことから、出力400 - 600kW前後の4軸中型機が中心で、メンテナンスの都合もあって走行部も電車用台車と電動機を歯車比を変更する程度で流用したものも多かった。戦後は日立製作所が1台車1電動機方式や軸重移動を補償する特殊構造台車などの粘着性能向上を目的とした改良や、西武E851形のような国鉄機に匹敵する高出力機も見られるものの、大部分は日立製作所、東芝、三菱重工、東洋工機の規格型機関車で技術的に見るべきものは少ない。しかも貨物輸送の衰退から、私鉄向け電気機関車の新製は1970年頃より一部の例外を除いて行なわれなくなっている。
貨物輸送を廃止した私鉄では、事業用（保線車輌の牽引など）として電気機関車を保有し続けている例が見られるが、新型機を導入する要素がないため1920年代（大正末期から昭和初期）製のものを使用し続けている例も多く、一般に老朽化が進んでいる。このため、機関車の保有を断念して電車牽引に切り替える事業者も見られる（近江鉄道など）。

## 国鉄分割民営化後の動向

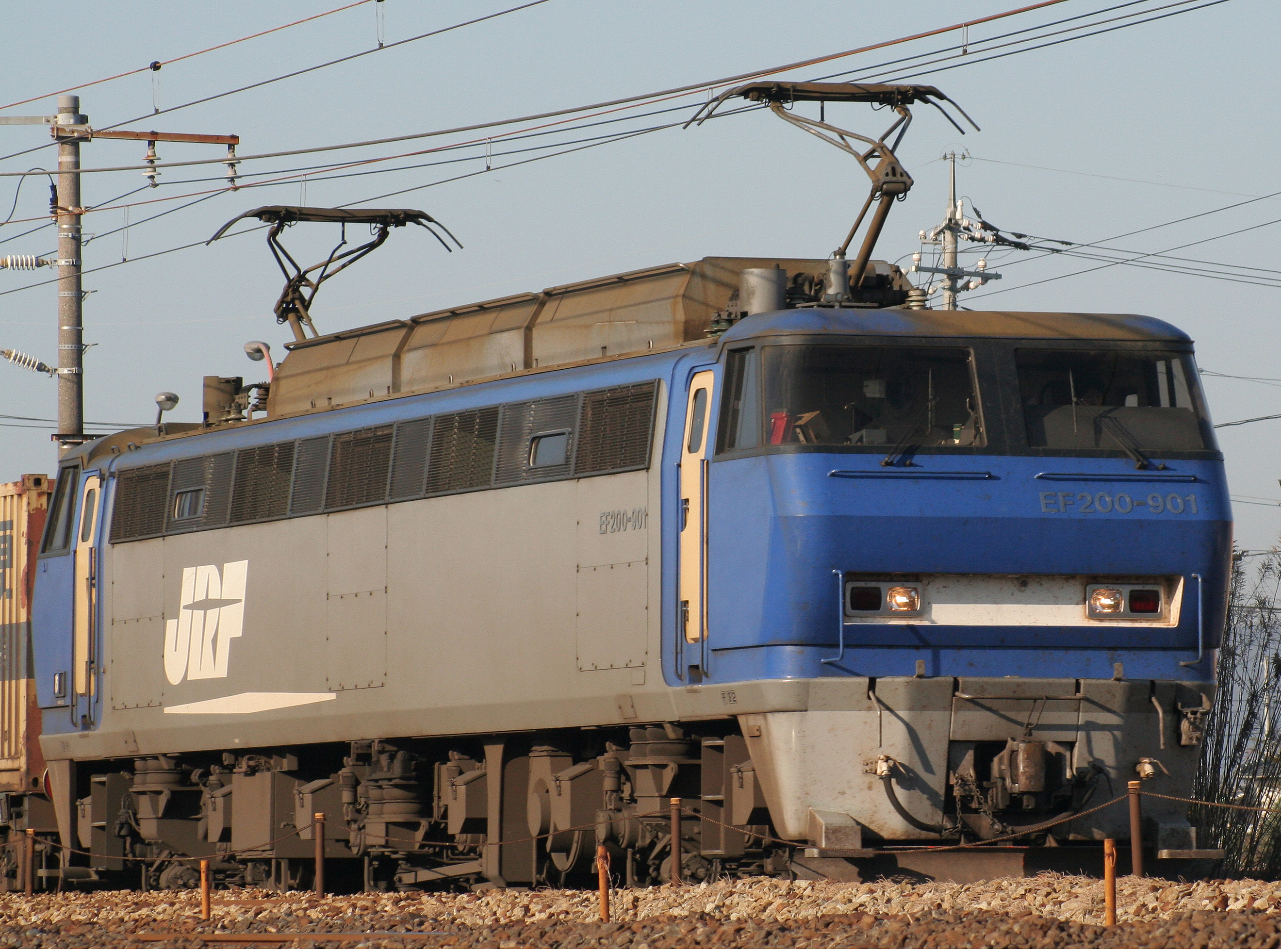
EF200形（EF200-901）

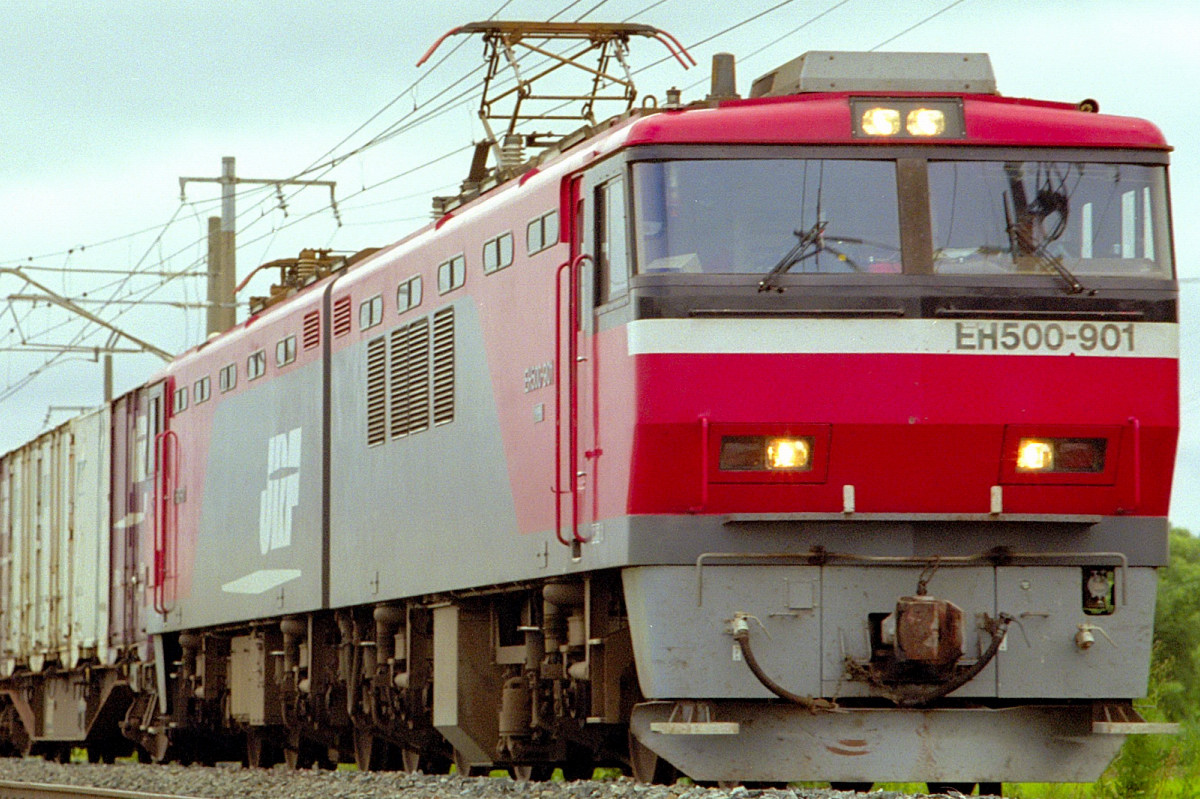
EH500形（EH500-901）

1987年4月、事実上経営破綻した日本国有鉄道は分割民営化され、6つの旅客鉄道会社と日本貨物鉄道（JR貨物）が発足した。国鉄の電気機関車は、四国旅客鉄道（JR四国）を除くJR各社に引き継がれた。以後、電気機関車を新造して保有し続けているのはJR貨物のみで、他は国鉄から引き継いだ機関車のみを使用しているが、牽引すべき列車の減少や機関車自体の老朽化および保守部品の枯渇、更には運行および保守に精通した熟練職員の退職によっていずれの社においてもその数を減らしており、東海旅客鉄道（JR東海）では2008年に、九州旅客鉄道（JR九州）では2012年に、そして北海道旅客鉄道（JR北海道）でも2016年にそれぞれ使用を終えた。
JR貨物においては、折からの好景気に乗って輸送量が増加したことから、1989年度から電気機関車の新製を開始した。この時の新製機は、速成のため国鉄時代の機関車の設計を流用して細部に変更を行なったものとされ、直流用のEF66形、交流直流両用のEF81形、青函トンネル用の交流機ED79形が追造されている。
この頃には、パワーエレクトロニクス技術の進歩により、鉄道車両でも使用可能な大容量の半導体素子が実用化され、これとメンテナンス性の高い交流電動機（かご形三相誘導電動機）を組み合わせた、VVVFインバータ制御の新世代型電気機関車が開発されることとなった。1990年には、この技術を採用した試作機、直流専用のEF200形と交流直流両用のEF500形が落成した。これらの1時間定格出力は6000kWという未曾有の高出力機で、貨物列車の編成長大化、速度向上に寄与するものと期待された。試作機による試験の後、1992年にEF200形の量産機が現れたが、その出力ゆえ、変電所にかける負担が過大となり、出力抑制を行なって運用する羽目に陥ってしまった。そのためEF200形の量産は早々に打ち切られ、出力や装備の適正化を行なったEF210形に量産は移行した。また、交流直流両用機のEF500形の量産化は断念されている。また、両形式の開発に携わった日立製作所が独自に適正化のサンプルとして試作したED500形もJR貨物に車籍を置いて試用されたが、量産には至らず日立製作所に返還されている。その後、同社は電気機関車製造事業から撤退した。
交流直流両用機に新たな展開が訪れるのは1997年である。東北本線・津軽海峡線系統で使用されていたEF65形、ED75形重連、ED79形重連を単機で置き換えるため、EH500形が試作されたのである。同形式は、EH10形以来の2車体永久連結の8軸機となり、試験の後2000年から量産が開始された。
EH級大型電気機関車登場の背景には、JR貨物が大部分の線区でJR旅客鉄道6社や第三セクター鉄道会社に線路使用料を支払って列車を運行する第2種鉄道事業者であることがある。線路使用料抑制の観点から単機で国鉄形重連並みの性能と、保守経費抑制の観点から各線区を通しで運転できる汎用性の高さが求められたことによる。この政策に基づいて、勾配直流線区用のEF64形重連を置き換える目的でEH200形が、交流直流両用の一般機としてEF510形が量産されている。さらにはM250系のように高速運転を行うため、動力分散方式（電車）を貨物列車においても一部で導入する動きも現れた。
しかし一方では、機関車の新製には限度があることから、国鉄から引き継いだ機関車の延命のための更新改造が継続されてきた。しかし、2020年代に入って老朽化が顕著になったことか国鉄型機関車の淘汰が急速に進み、かつて栄華を誇ったEF66形も、2022年の段階で純粋な国鉄型である0番台は27号機1両を残すのみとなり、汎用性の高いEF64形・EF65形・EF81形も引退が進んでいる。
また、私鉄の貨物輸送は、大手は国鉄の分割民営化の段階で西武鉄道・東武鉄道に僅かに残るのみとなっており、後は地方の零細 - 中小私鉄に専用貨物が点在するのみであった。国鉄以外で唯一直流F級電機を運用した西武鉄道は1998年に貨物輸送を廃止し、以降は牽引車として保線車輌の牽引で事の足りる輸送量であった。このため、EF66形やEF64形といった車齢40年に満たない国鉄新性能機関車が廃車解体されていくのをよそに、地方私鉄の電気機関車の車齢は最若のものでも優に40年を越え、なお現役を貫くことになった。古いものでは上信電鉄のデキ1形や、遠州鉄道のED28形、福井鉄道のデキ10形等が、製造から90年以上を経て事業用として運用されている。2016年には名古屋鉄道でEL120形が新製されているが、本形式に採用されている技術は電車由来のものを転用したで、特別機関車として特筆できる点はない。
機関車の新規調達は途絶えているものの、運用面では積極的に機関車を使う方向にあるのは大井川鐵道で、電車・気動車の車両故障などの救援出場もJR・私鉄問わず、ブレーキシステムの問題もあり電車・気動車が行うことが多い昨今において、同社は通常、電気機関車が常時待機している。また、繁忙期に蒸気機関車動態運転用の客車を電気機関車牽引とする不定期急行の運転なども行われている。。